# 鷹巣温泉
鷹巣温泉（たかすおんせん）は、福井県福井市蓑町（旧国越前国）にある温泉。福井市では数少ない高温の自家源泉を持ち、市内で唯一の非加水・非加熱・非循環（源泉掛け流し）・消毒剤（塩素）非使用の温泉である。

## 泉質
- アルカリ性単純温泉[1]（アルカリ性低張性高温泉）
- 加水無、加温無、飲用/可

## 温泉街
越前海岸に立地して国民宿舎｢鷹巣荘（たかすそう）」がある。建築から42年を経過した施設の老朽化を理由に2013年以降に現在の建物を取り壊すと福井市は（2011年に）方針を明らかにしていた。『今後については「市が温泉の源泉の権利を保有しているので、入浴施設を市が整備し（管理運営は）指定管理者に委ねるという手法、施設を市が造るのでなく民間活力を利用する手法もある」と選択肢を提示。地元からは温泉施設を何らかの形で存続するよう要望があり、今後さらに検討を重ねるとした。』と福井新聞では報じた。その後、検討を重ね福井市は鷹巣荘の営業を一旦2013年3月31日で終了し、施設の改修を行ったのち2014年10月28日より営業を再開した。鷹巣荘は福井市の施設であったが、公募型プロポーザルを実施し、2020年度（令和2年度）に民営化された。

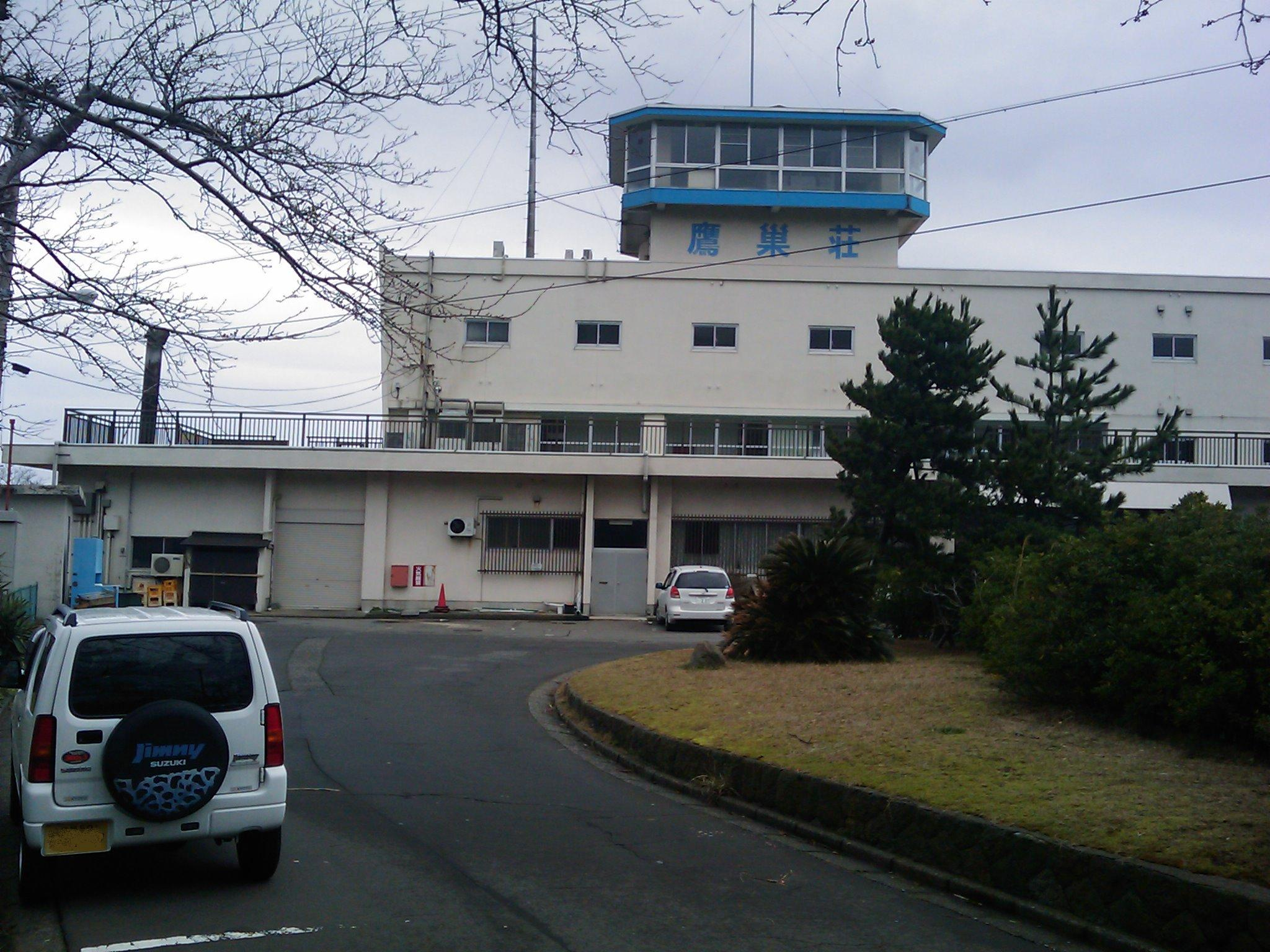
建替え前の鷹巣荘（2010年3月）

## アクセス
- 鉄道 :JR 福井駅から路線バスで50分。
- 自動車：北陸自動車道福井北ICより45分
- バス：京福バス15 鮎川・小丹生線「みの浦」下車。